# Chef-Boutonne
Chef-Boutonne község Franciaország Új-Aquitania régiójában, Deux-Sèvres megyében. Új községként 2019. január 1-jén jött létre négy korábbi község: Chef-Boutonne, valamint La Bataille, Crézières és Tillou egyesítésével.
Lakosainak száma 2387 fő (2022. január 1.). Chef-Boutonne Melle (Franciaország), Lusseray, Luché-sur-Brioux, Fontenille-Saint-Martin-d’Entraigues, Paizay-le-Chapt, Aubigné, Loubigné, Alloinay, Marcillé, Fontivillié és Valdelaume községekkel határos.

## Népesség
A település népességének változása:
| Lakosok száma | 2583 | 2563 | 2508 | 2457 | 2407 | 2390 | 2387 |
|               | 2016 | 2017 | 2018 | 2019 | 2020 | 2021 | 2022 |